# Fonscochlea conica
Fonscochlea conica é uma espécie de gastrópode  da família Hydrobiidae.
É endémica da Austrália.